# Општина Припонешти (Галац)
Припонешти (рум. Priponeşti) општина је у Румунији у округу Галац.
Oпштина се налази на надморској висини од 133 m.